# Orçamento da União Europeia
O Orçamento da União Europeia é um documento onde estão previstas as despesas e a receitas da União Europeia para um determinado ano.
A UE teve um orçamento aprovado de 120,7 milhões de euros para o ano de 2007, e 864,3 mil milhões para o período de 2007–2013, representando 1,10% e 1,05% do PIB da UE a 27, segundo a previsão para esse período. Em comparação, o orçamento da CEE com seis Estados-membros foi de 0,03% do PIB, em 1960. O orçamento comunitário acordado a 17 de dezembro de 2020 para o período 2021–2027 foi de 1 074,3 milhares de milhões de euros.

## Definição do orçamento
São quatro as instituições europeias que estão envolvidas nas atividades do orçamento. São essas: a Comissão Europeia, que é o órgão que elabora, apresenta a proposta do orçamento e, após aprovação, põe em prática o orçamento; o Parlamento Europeu e o Conselho da União Europeia, que, conjuntamente, aprovam o orçamento proposto, tendo porém o Parlamento a última palavra sobre a sua aprovação; e o Tribunal de Contas, que tem como função o controlo da gestão do orçamento.

## Receitas

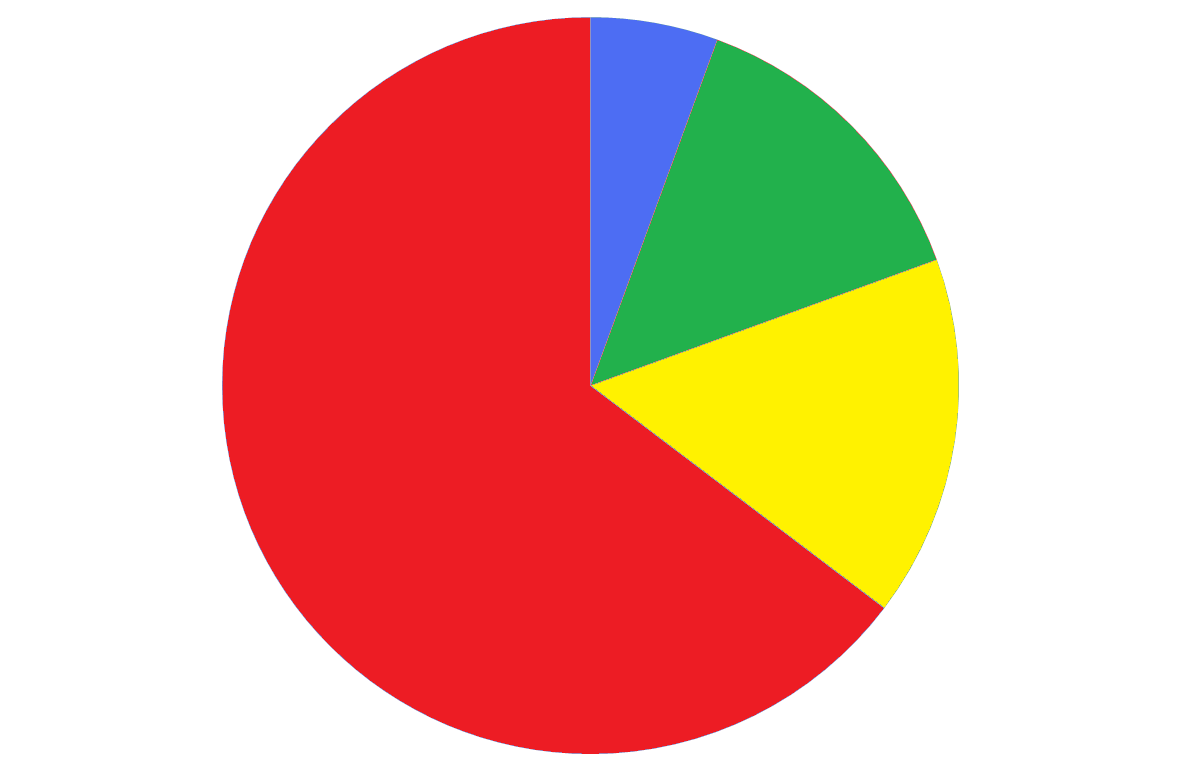
Total de receitas em milhões de euros em 2006.
Receitas próprias baseadas no PIB: 70.132,1 (aprox. 65%)
Receitas próprias baseadas no IVA: 17.206,2 (aprox. 16%)
Receitas próprias tradicionais: 15.028,3 (aprox. 14%)
Outras receitas: 6.056,5 (aprox. 6%)
Total: 108.423 milhões

A Administração obtém a maior parte de sua receita indiretamente pelos pagamentos dos Tesouros dos Estados-Membros. A receita está dividida em quatro categorias.

### Receitas próprias tradicionais
As receitas próprias tradicionais são impostos criados em nome da UE como um todo, principalmente dos direitos de importação sobre mercadorias importadas para a UE. Estes são recolhidos pelo Estado onde ocorre a importação e repassados para a UE. Os Estados-membros são autorizados a manter uma parte das receitas para cobrir a administração (25%). A Comissão Europeia gere um sistema de inspetores para investigar a cobrança destes impostos nos Estados-membros e assegurar o cumprimento das regras. Se um Estado não recolher os impostos, os outros Estados terão que contribuir mais para o orçamento, havendo um potencial conflito de interesse por parte das entidades de gestão coletiva. Os países estão sujeitos a reparar eventuais perdas de receitas devido ao seu próprio fracasso administrativo.

### Receitas próprias baseadas no IVA
As receitas próprias baseadas no IVA são os impostos pagos pelos cidadãos da UE derivados do IVA cobrado em cada Estado-membro, sendo este valor proporcional a cada um. Taxas e isenções variam em diferentes países, e assim foi criada uma fórmula que é usada para criar uma "base de tributação harmonizada", sobre a qual a UE cobre a taxa. O ponto de partida para o cálculo é o total do IVA gerado num país. Este é então ajustado com uma média ponderada das taxas de IVA em vigor neste país, produzindo a base de tributação intermediária. Outras adaptações são feitas onde há uma derrogação à diretiva do IVA que permite que certas mercadorias sejam zero. A base tributável é limitada, de modo que ela não poderá ser superior a 50% do Produto Interno Bruto (PIB) do país. A UE aplica uma taxa de mobilização para a matéria coletável, em geral, de 0,33%, mas este varia para alguns países. Para 2007-2013, a taxa proposta para a Áustria é de 0,225%, 0,15% para a Alemanha, e 0,1% para os Países Baixos e Suécia. Os países são obrigados a fazer uma estimativa das receitas do IVA para a UE antes de julho, após o final do ano orçamental. A UE examina a apresentação da precisão, incluindo visitas de controlo por funcionários da Direção-Geral do Orçamento e da Direção-Geral da Fiscalidade e União Aduaneira, e relatórios para o país em causa. O país pode então responder a quaisquer questões levantadas no relatório, e as negociações continuam até que ambos os lados estejam satisfeitos, ou a questão pode ser encaminhada para o Tribunal de Justiça Europeu para uma decisão final. O Comité Consultivo em Matéria de Recursos Próprios, que tem representantes de cada Estado-membro, também recebe e analisa os relatórios. Em 2006, nove países foram inspecionados por controladores, incluindo cinco novos Estados-membros que estavam a participar no processo pela primeira vez.

### Receitas próprias baseadas no PIB
As receitas baseadas no PIB constituem, atualmente, a maior contribuição para o financiamento da UE. Um simples multiplicador é aplicado ao cálculo do PIB do país em causa. Este é o último recurso para angariar fundos para um exercício, portanto, o valor real é ajustado dentro dos limites pré-determinados para obter o total do orçamento necessário. A receita é, atualmente, limitada a 1,24% do PIB para a UE como um todo. O PIB é determinado por especialistas das contas nacionais que trabalham para o Eurostat, em nome da Direção-Geral do Orçamento, de acordo com regulamentos acordados. As informações básicas devem ser fornecidas pelos países em causa antes de 22 de setembro após o exercício orçamental em causa. Não pode em seguida, seguir visitas de controlo ou de outras negociações para resolver quaisquer reservas. Os pagamentos são feitos mensalmente pelos Estados-membros para a Comissão. Os pagamentos de recursos próprios são feitos mensalmente, sendo depois recolhidos, mas em parcelas mensais baseadas no IVA e no PIB e nas estimativas de orçamento para esse ano, sujeito a correção posterior.

### Outras receitas
As outras receitas representam cerca de 1% do orçamento da UE. Isso inclui juros sobre depósitos ou pagamentos atrasados, pagamentos de organizações não-UE, o financiamento de programas subexecutados da Comunidade e qualquer excedente de outras receitas do orçamento anterior.

## Despesas

Gráfico circular mostrando o total de despesas em milhões de euros em 2006.
Agricultura: 49.798,8 (aprox. 46,7%)
Ações estruturais: 32.399,3 (aprox. 30,4%)
Políticas internas: 9.013,7 (aprox. 8,5%)
Administração: 6.699,7 (aprox. 6,3%)
Ações externas: 5.186,2 (aprox. 4,9%)
Estratégias de pré-adesão: 2.276,7 (aprox. 2,1%)
Compensações: 1.073,5 (aprox. 1,0%)
Reservas: 127,6 (aprox. 0,1%)
Total: 106.575,5 milhões

No orçamento de 2006, o item de maior despesa foi a Política Agrícola Comum (auxílios diretos, restituições à exportação, armazenagem, desenvolvimento rural e outros), com cerca de 46,7% do orçamento total. Em seguida, vieram as ações estruturais (Objectivo 1, Objectivo 2, Objectivo 3, outras medidas estruturais, iniciativas comunitárias, ações inovadoras e assistência técnica, outras ações estruturais específicas e Fundo de Coesão), com aproximadamente 30,4% do total. Políticas internas (formação, juventude, cultura, audiovisual, comunicação, informação, energia, segurança nuclear da Euratom e meio ambiente, defesa dos consumidores, mercado interno, indústria e redes transeuropeias, a investigação e o desenvolvimento tecnológico, outras políticas internas) ocuparam uma fatia de cerca de 8,5%. a administração representou  cerca de 6,3%, enquanto que as ações externas, a estratégia de pré-adesão, compensações e reservas ficaram com cerca de 4,9%, 2,1%, 1% e 0,1%, respectivamente.